# Solbiatese Calcio 1911
La Solbiatese Calcio 1911 è una società calcistica italiana con sede a Solbiate Arno, in provincia di Varese.
Milita in Eccellenza, quinta serie del campionato italiano di calcio.
Nata nel 1911, si è fusa nel 2012 con la Sommese, originando l'Associazione Sportiva Dilettantistica SolbiaSommese Calcio. Nel 2019 ha recuperato la ragione sociale storica.
La Solbiatese non va confusa con un'altra società che ha avuto per diversi anni una denominazione simile (U.C. Solbiatese) con sede a Solbiate Olona, sempre in provincia di Varese.

## Storia

### Dalle origini agli anni '80
La fondazione della società della Solbiatese Arno Calcio è avvenuta nel 1911 quando Mario Duchini, Emilio Riganti, Giacomo Macchi e Angelo Prevosti allestirono una squadra competitiva con Mario Chinetti  come primo allenatore, che disputò il suo primo vero campionato ufficiale nella stagione sportiva 1928-1929 nella Prima Categoria U.L.I.C. di Busto Arsizio.
Il primo decennio per la società nerazzurra si svolse nei campionati regionali gestiti dall'Unione Libera del Calcio tra Prima e Terza Categoria lombarda fino alla sospensione delle attività agonistiche a causa della seconda guerra mondiale nel 1941. Terminato il conflitto bellico, nel 1946 la società riprese le attività sportive ufficiosamente, in quanto la vera ripartenza ci fu due anni dopo, quando nel 1948 la neocostituita Associazione Sportiva Solbiatese si affiliò alla Lega Regionale Lombarda della F.I.G.C. ripartendo dalla Prima Divisione.
Nel 1955, con Danilo Carabelli e Andri  alla presidenza dei nerazzurri venne inaugurato lo Stadio Felice Chinetti e arrivò il salto in Promozione; poi, due anni dopo, nel 1957, arrivò anche una storica promozione nel Campionato Interregionale, rinominato successivamente Serie D, dove durante la permanenza nella massima divisione dilettantistica nella stagione 1958-1959 la Solbiatese pur arrivando prima nel girone B non venne promossa in Serie C perché ritenuta non idonea dalla F.I.G.C. per esiguo bacino di utenza.
La prima storica promozione in Serie C arrivò nel 1963 quando la Solbiatese arrivò di nuovo prima nel girone B della Serie D. Il primo lustro in Serie C per i nerazzurri fu tutto sommato positivo: la squadra arrivò più volte a sfiorare la promozione in Serie B e concluse sempre tra le prime dieci posizioni del campionato. 
Durante la lunga militanza in Serie C con Molina sulla panchina, la Solbiatese, nella stagione 1968-1969, vide l'arrivo dell'allenatore Osvaldo Fattori, ex centrocampista dell'Inter. Con la stagione 1973-1974 iniziò la carriera di allenatore nella Solbiatese Osvaldo Bagnoli; ebbe però poca fortuna nel suo esordio, venendo esonerato a campionato in corso e sostituito da Angelo Franzosi.
Il campionato successivo fu fatale per la Solbiatese poiché al termine del campionato di Serie C arrivò diciottesima, retrocedendo nel campionato di Serie D dopo 12 anni tra i professionisti. Al termine della stagione 1978-1979, Danilo Carabelli, dopo 23 anni alla guida della società, lasciò la poltrona di presidente del sodalizio neroazzurro ad Augusto Bonetti insieme a Cassani e Descrovi, che per un lustro riuscirono a mantenere alto il blasone dei neroazzurri tra i Dilettanti, tenendosi però lontano dalle zone alte per la promozione in Serie C: infatti, la Solbiatese arrivò al 10º posto in compagnia del Saronno e della Pro Tolmezzo con 32 punti con Giorgio Maestroni in panchina.

### Anni '80
Negli anni '80, la Solbiatese nel massimo campionato dilettantistico già da un lustro, si posizionò quasi sempre a metà classifica facendo al contempo esordire nuovi volti come Davide Buzzi, Moreno Bertoli, Valeriano Colombo, Fabrizio Mazzonetto, Marco Santoro, Girwin La Rue e Sandro Sottocorno che nel campionato di Serie D 1980-1981 portarono la società all'11º posto finale. Nella stagione successiva, con l'arrivo di Giuseppe Longoni sulla panchina nerazzurra, la squadra sfiorò la promozione in Serie C2 terminando al 2º posto a sei lunghezze dall'Ospitaletto capolista.
Nelle annate successive, la Solbiatese non riuscì ad arrivare nelle posizioni di testa e arrivò quasi sempre dall'undicesimo al tredicesimo piazzamento, tra l'addio di Tino Bonetti e ZannaWhite e il passaggio di consegne della società all'industriale Dino Aliprandi con Ernesto Sommaruga in panchina.
Al termine della stagione 1988-1989, la Solbiatese, dopo aver vinto lo spareggio contro la Pro Lissone a Crema per 1-0, vinse il girone B del Campionato Interregionale e venne promossa in Serie C2 dopo una lunga assenza dal calcio professionistico durata ben 14 anni.

### Anni '90
Negli anni '90, dopo la promozione in Serie C2 dei nerazzurri, sulla panchina solbiatese si susseguirono vari allenatori, quali Luciano Zecchini che nell'annata 1993-1994 prese il posto di mister Campagna verso la metà della stagione, e due anni dopo, nel campionato di Serie C2 1996-1997, Carlo Muraro che venne esonerato dopo nove giornate dal presidente Enrico Giudice.
In quei nove anni nella quarta divisione professionistica, a Solbiate Arno iniziarono la carriera di general manager Lele Oriali e Ottorino Piotti insieme a quella di Ivano Bordon come preparatore dei portieri. 
Altri volti noti che iniziarono la carriera a Solbiate Arno furono Pasquale Sensibile nella stagione 1995-1996 con Andrea Morini. Successivamente, dopo nove anni di permanenza consecutiva in Serie C2. i nerazzurri al termine della stagione 1997-1998 retrocessero nel Campionato Nazionale Dilettanti dopo aver perso i play-out contro il Giorgione, cui seguì una nuova retrocessione in Eccellenza al termine del Campionato Nazionale Dilettanti 1998-1999.

### Anni 2000 e fusione con la Sommese
Negli anni 2000, dopo che il sodalizio nerazzurro si fuse con l'A.S. Arno Calcio, nacque la Solbiatese Arno calcio S.r.l. che conservò la categoria di merito della vecchia Solbiatese disputando con regolarità la Serie D, dopo una tripla promozione avvenuta nel giro di tre anni dalla Promozione Regionale alla Serie D nella stagione 2003-2004. I nerazzurri disputarono il campionato tra alti e bassi fino alla stagione 2011-2012, per poi retrocedere in Eccellenza e fondersi con la Società Sportiva Sommese Calcio, dando vita alla nuova Associazione Sportiva Dilettantistica Solbiasommese Calcio, che esiste fino al 2015, quando cede il titolo sportivo all'A.S.D. Matteotti per permettere la rifondazione del Saronno.

### La rinascita del 2019
Dopo tre anni, nell'estate del 2018 la A.S.D. Insubria Calcio, iscritta in Prima Categoria, club originario di Schianno ma trasferitosi da qualche anno allo stadio Chinetti, cambia la propria denominazione in Solbiatese Insubria. Nel 2019 la ragione sociale muta ulteriormente in Solbiatese Calcio 1911, con espressa volontà di proseguire la tradizione sportiva nerazzurra.
Nell'estate 2020 il nuovo patron della Solbiatese diventa Claudio Milanese, che sceglie come presidente la manager gallaratese Silvia Gatti, con Luciano Pozzolini presidente del settore giovanile.

## Colori e simboli
I colori sociali della società sono il nero e l'azzurro.

## Stadio
Il campo di gioco è lo Stadio Felice Chinetti di Solbiate Arno, impianto da 4.500 posti. Presenta una tribuna coperta e una gradinata opposta scoperta.

## Statistiche

### Campionati disputati

#### Campionati nazionali
| Livello | Categoria                                     | Partecipazioni | Debutto   | Ultima stagione | Totale |
| ------- | --------------------------------------------- | -------------- | --------- | --------------- | ------ |
| 3º      | Serie C                                       | 12             | 1963-1964 | 1974-1975       | 12     |
| 4º      | Campionato Interregionale - Seconda Categoria | 1              | 1957-1958 | 1957-1958       | 18     |
| 4º      | Campionato Interregionale                     | 1              | 1958-1959 | 1958-1959       | 18     |
| 4º      | Serie D                                       | 7              | 1959-1960 | 1977-1978       | 18     |
| 4º      | Serie C2                                      | 9              | 1989-1990 | 1997-1998       | 18     |
| 5º      | Campionato Interregionale                     | 8              | 1981-1982 | 1988-1989       | 20     |
| 5º      | Campionato Nazionale Dilettanti               | 1              | 1998-1999 | 1998-1999       | 20     |
| 5º      | Serie D                                       | 11             | 1978-1979 | 2010-2011       | 20     |

#### Campionati Regionali e Provinciali
- 9 campionati di primo livello regionale: 4 in Prima Divisione, 2 in Promozione e 3 in Eccellenza.
- 5 campionati di secondo livello regionale: 1 in Terza Categoria, 3 in Prima Divisione e 1 in Promozione.
- 11 campionati provinciali di cui 7 di tipo uliciano (limite 21 anni) e 4 della Sezione Propaganda (senza limite di età).

## Palmarès

### Competizioni nazionali
- Serie D: 1

1962-1963 (girone B)
- Campionato Interregionale: 1

1988-1989 (girone B)

### Competizioni regionali
- Eccellenza: 1

2002-2003 (girone A)
- Coppa Italia Dilettanti Lombardia: 1

2023-2024
- Promozione: 3

1956-1957 (girone D), 2001-2002 (girone A), 2021-2022 (girone A)
- Prima Categoria: 1

2019-2020 (girone A)